# Gröpern 15–18, 18a, Halberstädter Straße 1 (Quedlinburg)

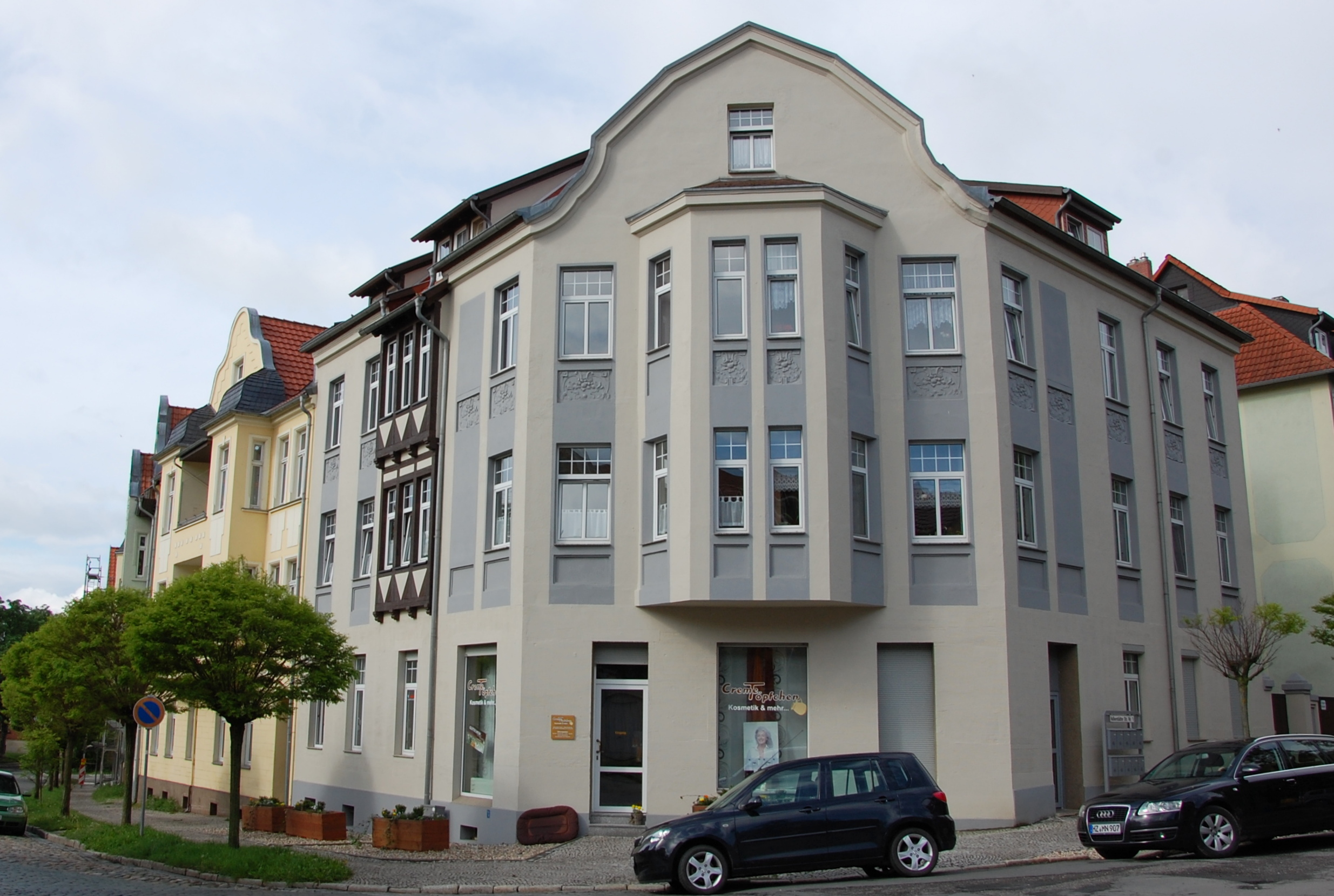
Straßenzeile Gröpern 15–18, 18a, Halberstädter Straße 1, Blick von der Halberstädter Straße

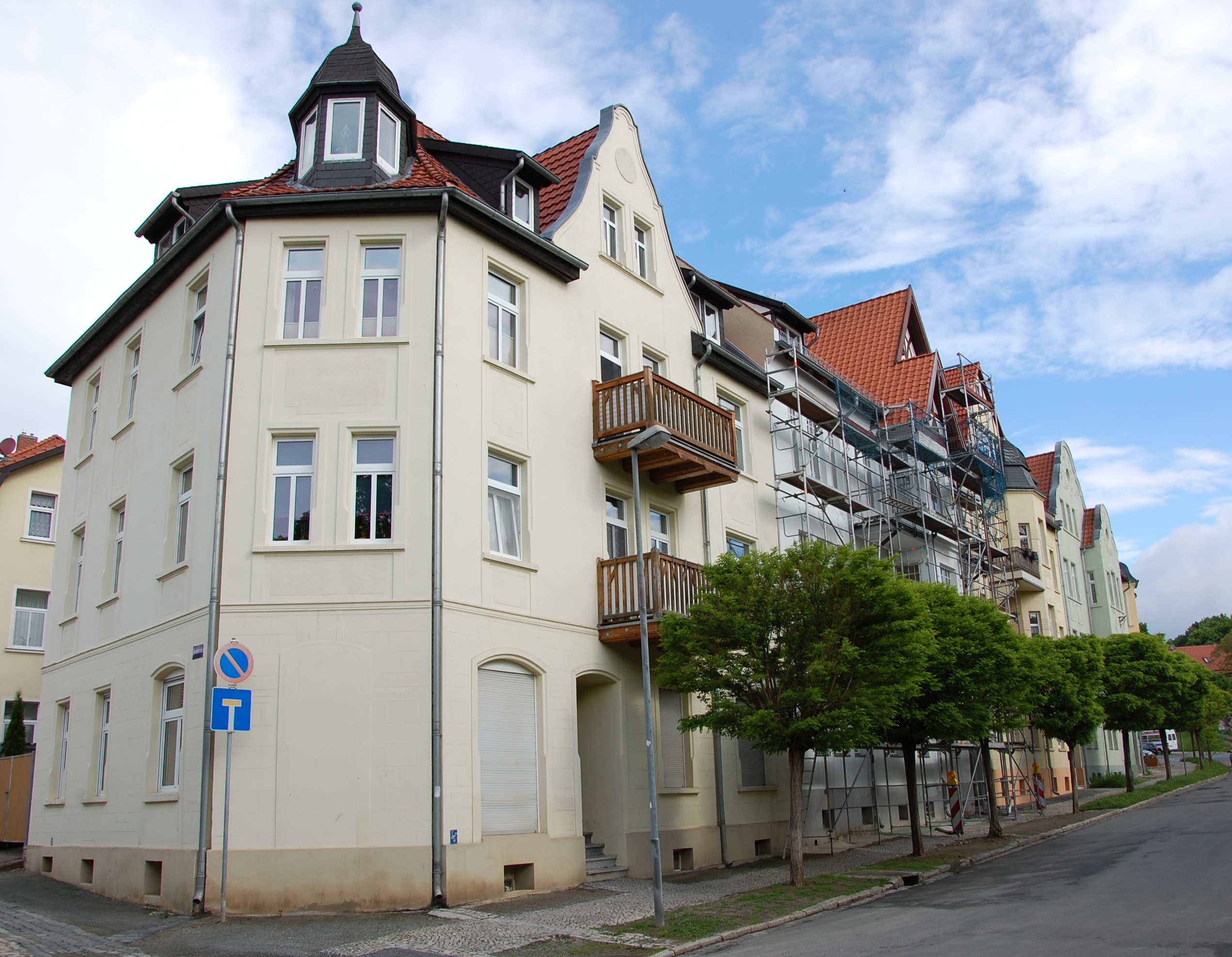
Blick von Süden

Gröpern 15–18, 18a, Halberstädter Straße 1 ist die Bezeichnung einer denkmalgeschützten Straßenzeile im Denkmalverzeichnis in der Stadt Quedlinburg in Sachsen-Anhalt.

## Lage
Die Straßenzeile befindet sich nördlichen der Quedlinburger Altstadt auf der Westseite der Straße Gröpern und an der Ecke zur Halberstädter Straße. 

## Architektur und Geschichte
Die Häuser der Straßenzeile entstanden im frühen 20. Jahrhundert im Zuge einer Erweiterung der Stadt Quedlinburg nach Norden. Die dreigeschossigen Mietshäuser wurden im Stil von Historismus und Jugendstil gestaltet. Das Erscheinungsbild der Häuser wird durch Zwerchgiebel und Erker geprägt.